# Хохлов, Пётр Ильич
Пётр Ильич Хохлов (12 января 1910, Есипово — 7 марта 1990, Москва) — советский военно-морской лётчик, Герой Советского Союза (13.08.1941). Генерал-лейтенант авиации (25.05.1959).

## Биография
Родился в селе Есипово, ныне Серебряно-Прудского района Московской области, в семье рабочего. Окончил семь классов школы и школу ФЗУ. С 1929 года работал токарем на московском заводе имени М. И. Калинина.
В июле 1932 года призван на службу в ВВС Красной Армии. В 1933 окончил 2-ю Вольскую военно-техническую авиационную школу. С декабря 1933 года — младший авиатехник 8-й транспортной авиационной эскадрильи в Ростове-на-Дону. В 1936 году окончил Военную школу морских лётчиков и летнабов ВВС РККА имени И. В. Сталина в Ейске. После выпуска направлен в авиацию Военно-морского флота СССР, с декабря 1936 — младший лётчик-наблюдатель в 27-й отдельной авиационной эскадрилье ВВС Балтийского флота. С сентября 1937 года — штурман звена, а с апреля 1938 года — штурман эскадрильи ВВС Балтийского флота.
В декабре 1939 — марте 1940 года участвовал в Зимней войне, совершил 10 боевых вылетов. С апреля 1940 года — флагманский штурман 3-й эскадрильи 1-го минно-торпедного авиационного полка ВВС БФ. В 1940 году вступил в члены ВКП(б).
Участвовал в Великой Отечественной войне с июня 1941 года. Начальник штурманской службы — флагштурман 1-го минно-торпедного авиационного полка (8-я бомбардировочная авиационная бригада ВВС КБФ) под командованием Е. Н. Преображенского капитан Xохлов П. И. в ночь на 8 августа 1941 года в составе флагманского экипажа бомбардировщика «Ил-4» командира авиаполка Героя Советского Союза полковника Преображенского Е. Н. участвовал в первых бомбардировочных налётах советской авиации на столицу гитлеровской Германии — город Берлин.
За образцовое выполнение боевых заданий Командования на фронте борьбы с германским фашизмом и проявленные при этом отвагу и геройство Указом Президиума Верховного Совета СССР от 13 августа 1941 капитану Хохлову Петру Ильичу присвоено звание Героя Советского Союза с вручением ордена Ленина и медали «Золотая Звезда» (вручена медаль № 524).
Всего за август 1941 года капитан Хохлов выполнил 6 бомбовых рейдов на Берлин и другие объекты на германской территории. Продолжал активно участвовать в боях при обороне Ленинграда и в рейдах на промышленные центры и военно-морские базы на территории Финляндии, а также в Нарве и Таллине. В январе 1942 года на повреждённом зенитном огнём самолёте ТБ-3 при возвращении с бомбардировки цели совершил вынужденную посадку в лесу и при тридцатиградусном морозе экипаж (в том числе и полковник Е. Н. Преображенский) сумел по снегам выбраться к своим.
В августе 1942 года был назначен флагманским штурманом 8-й бомбардировочной авиационной бригады ВВС Балтийского флота. В июне 1943 года переведён на Черноморский флот и назначен флагманским штурманом 63-й авиационной бригады. С июля 1943 — флагманский штурман 1-й минно-торпедной авиационной дивизии ВВС флота (в мае 1944 года за отличия при освобождении Крыма и Севастополя дивизия стала гвардейской и именовалась 2-й гвардейской минно-торпедной авиационной дивизией ВВС ВМФ). На Чёрном море участвовал в битве за Кавказ, в Новороссийско-Таманской и Крымской наступательных операциях.
С июня 1944 года — флагштурман Управления ВВС Северного флота. На Баренцевом море участвовал в обороне Заполярья и в Петсамо-Киркенесской операции.
На фронтах Великой Отечественной войны совершил 192 боевых вылета.
С декабря 1945 года учился на Академических курсах офицерского состава при Военно-морской академии имени К. Е. Ворошилова, которые окончил в 1946 году. Вновь служил флагштурманом Управления ВВС Северного флота (в феврале 1947 года должность именовалась: главный штурман ВВС флота), с неё в декабре 1948 года вновь уехал на учёбу. В 1950 году окончил Высшую военную академию имени К. Е. Ворошилова. С декабря 1950 года — Главный штурман ВВС ВМФ СССР. Генерал-майор авиации (27.01.1951). С марта 1953 — начальник штаба — заместитель командующего (с ноября 1954 начальник штаба — 1-й заместитель командующего) ВВС 4-го ВМФ. Когда я январе 1956 года 4-й ВМФ и 8-й ВМФ были вновь объединены в Балтийский флот, назначен на ту же должность в Балтийском флоте. С февраля 1961 — начальник штаба авиации ВМФ. За период службы в Вооружённых силах освоил 13 типов самолётов. В январе 1971 года генерал-лейтенант авиации П. И. Хохлов уволен в отставку по болезни.

Могила Хохлова на Ваганьковском кладбище

Жил в Москве. Автор нескольких книг мемуаров. Умер в 1990 году. Похоронен в Москве на Ваганьковском кладбище (уч. 12).
Жена — Валентина Ивановна Хохлова (1913—2001).

## Награды
- Герой Советского Союза (13.08.1941)
- Два ордена Ленина (13.08.1941, 30.12.1956).
- Три ордена Красного Знамени (15.06.1942, 26.02.1953, 31.10.1967).
- Орден Нахимова II степени (12.11.1945).
- Два ордена Отечественной войны I степени (10.06.1943, 11.03.1985).
- Орден Отечественной войны II степени (30.05.1944).
- Орден Красной Звезды (6.11.1947).
- Медаль «За боевые заслуги» (3.11.1944).
- Медаль «За оборону Кавказа» (1944).
- Медаль «За оборону Ленинграда» (1943).
- Медаль «За оборону Советского Заполярья» (1945).
- Другие медали СССР
- Именное оружие (1960)

## Мемуары
- Хохлов П. И. Над тремя морями. / 2-е изд., доп. — Л.: Лениздат, 1988. — 240 с.
- Хохлов П. И. Вынужденная посадка. // Военно-исторический журнал. — 1978. — № 7. — С.55-58.
- Хохлов П. И. В 41-м над Берлином. // На земле, в небесах и на море [альманах]. — Выпуск 2. — М., 1979. — С. 3-27.